# Bořek
Bořek (řidčeji také Bořík) je mužské křestní jméno slovanského původu vzniklé zkrácením jména Bořivoj.
Podle českého kalendáře má svátek 12. července.

## Statistické údaje
Následující tabulka uvádí četnost jména v ČR a pořadí mezi mužskými jmény ve srovnání dvou roků, pro které jsou dostupné údaje MV ČR – lze z ní tedy vysledovat trend v užívání tohoto jména:
| Rok       | Četnost  | Pořadí   |
| 1999      | 510      | 213.     |
| 2002      | 515      | 210.     |
| Porovnání | o 5 více | o 3 lépe |
| 2006      | 560      | 236.     |
| 2013      | 638      | 479.     |

Změna procentního zastoupení tohoto jména mezi žijícími muži v ČR (tj. procentní změna se započítáním celkového úbytku mužů v ČR za sledované tři roky 1999-2002) je +1,7%.

## Bořek v jiných jazycích
- Srbocharvátsky: Borko
- Bulharsky: Borjan nebo Boro
- Anglicky, francouzsky, španělsky, polsky rusky, švédsky, nizozemsky, portugalsky, německy, velšsky, slovensky, maďarsky: Bob.
- Finsky: Pertti.

## Známí nositelé jména
- Bořek Šípek – český architekt a designér
- Bořek Zeman – český sochař, malíř a medailér
- Bořek stavitel – fiktivní hlavní postava stejnojmenného seriálu
- Bořek Mezník - český básník
- Bořek Vodrážka - český fotbalista